# Орден Святителя Николая Чудотворца (династический)
Импера́торский Вое́нный О́рден Святи́теля Никола́я Чудотво́рца — фамильный орден Императорского Дома Романовых в эмиграции.

## История ордена

### До 1917 года
Замысел учреждения ордена возник во время Первой мировой войны . 
9 февраля 1915 г. на имя Императора Николая II была представлена памятная записка художника-баталиста Петра Першина о проекте «Ордена Святителя Николая Чудотворца в память Великой Отечественной войны 1914—1915 годов» . Император принципиально одобрил этот проект, но революция 1917 г. помешала его реализации.

### В эмиграции
Идею осуществить намерение покойного императора высказал начальник Велико-Бечкерекского отдела Корпуса императорских армии и флота полковник Угринович, представивший доклад на имя великого князя Кирилла Владимировича.
В 1929 году орден был признан и учреждён 19 июля (1 августа) 1929 года Российским императорским домом в эмиграции и его главой Его императорским высочеством великим князем Кири́ллом Влади́мировичем, в 1924 году провозгласившим себя императором всероссийским Кириллом I. Согласно утверждённому тогда статуту право на орден имели все лица, принимавшие участие в Первой мировой войне в составе Русских императорских армии и флота, зачисленные в их состав до 1 (14) марта 1917 года (то есть, до отречения от престола императора Николая II). 9 (22) августа 1929 года Кирилл Владимирович внёс дополнение к статуту, согласно которому право на получение ордена было распространено на участников Первой мировой войны, зачисленных в Российскую армию в период с 1 (14) марта до 23 октября (5 ноября) 1917 года. Таким образом, данный орден фактически являлся памятной медалью, так как право его ношения имели все ветераны 1-й Великой войны (несколько миллионов человек), сражавшиеся в рядах Русской императорской армии. Фактически же орден стал своеобразным отличительным знаком тех ветеранов Великой войны, кто, находясь в эмиграции, признал права великого князя Кирилла Владимировича на Российский престол.

### В настоящее время
В настоящее время орденом награждает Мария Владимировна Романова. Например, это сделано при причислении к лицам утверждённым в потомственном дворянстве А. Н. Савенкова, бывшего Главного военного прокурора.

## Знаки ордена
Орденские знаки: золотой Крест с бриллиантовыми вкраплениями и надписью девиза. При этом чины Императорских армии и флота носили знак ордена на ленте романовских цветов (бело-желто-черной), а чины Российской армии, зачисленные в неё после отречения Императора — на национальной ленте (бело-сине-красной). В 1936 г. Глава Императорского Дома Романовых Великий Князь Кирилл Владимирович утвердил Положение об ордене Святого Николая Чудотворца для чинов союзных армий и флотов, где был предусмотрен вариант знака с двуглавыми орлами вместо грифонов и на национальной ленте. Лица, принимавшие непосредственное участие в боях с неприятелем, получали к знаку ордена мечи.

## Орденский девиз
Девиз: на одной стороне «Долг-Честь-Отечество», на другой «За военные заслуги».

## Орденский праздник
Орденский праздник: 6 (19) декабря.

## Правила ношения
Орден имеет 3 степени. Правила ношения:
- I степень — крест на ленте шириной 10 см через правое плечо;
- II степень — крест на шее на ленте шириной 4,5 см;
- III степень — Крест на груди на ленте шириной 2,4 см.

При пожаловании ордена высшей степени знаки низших степеней не носятся, за исключением знаков с изображением мечей.

## Кавалеры ордена
Кавалерами Ордена являются:
- Азаров, Виталий Михайлович – российский политик, заместитель руководителя аппарата Совета Федерации Федерального Собрания Российской Федерации, генерал-полковник, кандидат исторических наук;
- Байнетов, Сергей Дмитриевич – российский военачальник, начальник Службы безопасности полётов авиации Вооружённых Сил Российской Федерации, генерал-лейтенант;
- Водолацкий, Виктор Петрович – российский политик, депутат Государственной Думы Российской Федерации, Атаман Всевеликого Войска Донского (2000—2013), казачий генерал;
- Гаврилов, Николай Фёдорович – российский авиатор, региональный директор ПАО «Авиакомпания «ЮТэйр», до 2010 года — начальник Управления авиации ФСБ России, генерал-лейтенант, Герой Российской Федерации;
- Галкин, Александр Викторович – российский военачальник, командующий войсками Южного военного округа, генерал-полковник;
- Герасимов, Валерий Васильевич – российский военачальник, начальник Генерального штаба Вооружённых Сил Российской Федерации, генерал армии;
- Губанков, Антон Николаевич – директор департамента культуры Министерства обороны Российской Федерации, заслуженный работник культуры Российской Федерации;
- Дворников, Александр Владимирович – российский военачальник, командующий группировкой Вооружённых сил Российской Федерации в Сирийской Арабской Республике, генерал-полковник, Герой Российской Федерации;
- Евкуров, Юнус-Бек Баматгиреевич – российский военачальник, заместитель Министра обороны Российской Федерации, генерал-лейтенант, Герой Российской Федерации;
- Завизьон, Алексей Владимирович – российский военачальник, начальник штаба — заместитель командующего войсками Западного военного округа, генерал-лейтенант;
- Ивановский, Владимир Сергеевич – российский военный деятель, руководитель инновационного технополиса «Эра», генерал-лейтенант;
- Карпенко, Александр Николаевич – известный русский поэт, композитор, телеведущий, военный переводчик в Афганистане;
- Картаполов, Андрей Валериевич – российский военачальник, командующий войсками Западного военного округа, генерал-полковник;
- Корнуков, Анатолий Михайлович – российский военачальник, Главнокомандующий ВВС Российской Федерации (1998—2002), генерал армии, (кавалер Ордена I степени);
- Кураленко, Сергей Васильевич – российский военачальник, заместитель командующего войсками Западного военного округа, начальник Координационного центра по примирению враждующих сторон на территории Сирийской Арабской Республики, генерал-лейтенант;
- Кожин, Игорь Сергеевич – российский военачальник, командующий авиацией ВМФ России, генерал-майор, Герой Российской Федерации;
- Маховиков, Сергей Анатольевич – российский актёр театра и кино, кинорежиссёр, автор и исполнитель собственных песен, сценарист, телеведущий;
- Миренков, Анатолий Иванович – российский военный и общественный деятель, экономист, историк, писатель, публицист, генерал-майор, (кавалер Ордена I степени);
- Никон (Белавенец) — священнослужитель Русской православной церкви, клирик Московской епархии, ризничий при храме Живоначальной Троицы у Салтыкова моста в Москве;
- Савенков, Александр Николаевич –  российский политик, член Совета Федерации, ранее главный военный прокурор, генерал-полковник юстиции;
- Сидоров, Анатолий Алексеевич – российский военачальник, начальник Объединенного штаба Организации Договора о коллективной безопасности (с ноября 2015 года), генерал-полковник;
- Степашин, Сергей Вадимович — российский государственный и политический деятель, генерал-полковник;
- Трошев, Геннадий Николаевич – российский военачальник, командующий войсками Северо-Кавказского военного округа, командующий российскими войсками в ходе боевых действий в Чечне и Дагестане (1995—2002), генерал-полковник, Герой Российской Федерации;
- Халилов, Валерий Михайлович – российский дирижёр, композитор, художественный руководитель Академического ансамбля песни и пляски Российской армии имени А. В. Александрова, генерал-лейтенант;
- Шевцова, Татьяна Викторовна — российский государственный деятель, заместитель Министра обороны Российской Федерации, действительный государственный советник 1 класса, заслуженный экономист России.